# Ferry Lavender
Die Ferry Lavender (フェリーらべんだあ) war ein 1991 in Dienst gestelltes Fährschiff der japanischen Reederei Shin Nihonkai Ferry. Sie blieb bis 2004 in japanischen Gewässern im Einsatz und wurde anschließend bis 2011 als Ionian King im Mittelmeer eingesetzt. Die letzten Dienstjahre bis zu seiner Ausmusterung 2014 verbrachte das Schiff wieder in Asien. Nach dreijähriger Liegezeit erfolgte 2017 der Abbruch im indischen Alang.

## Geschichte
Die Ferry Lavender entstand unter der Baunummer 3012 in der Werft von Ishikawajima-Harima in Tokio und lief am 1. März 1991 vom Stapel. Am 21. September 1991 erfolgte die Ablieferung an Shin Nihonkai Ferry und im selben Monat die Indienststellung auf der Strecke von Maizuru nach Otaru. Sie gehörte zu einer Baureihe von vier Einheiten, bestehend aus dem Schwesterschiff New Akashia (1988) sowie den größeren Schwesterschiffen Ferry Azalea (1994) und Ferry Shirakaba (1994).
Im Dezember 2004 wurde die Ferry Lavender nach 13 Dienstjahren ausgemustert und an die griechische Reederei Agoudimos Lines verkauft. Am 12. Januar 2005 traf das mittlerweile in Ionian King umbenannte Schiff in Perama ein, ehe es nach Umbauarbeiten am 22. September 2005 den Dienst von Patras über Igoumenitsa nach Bari aufnahm.
Zur Ausstattung der Ionian King nach dem Umbau zählten neben mehreren Lounges und Bars zwei Restaurants (Selbstbedienung und à la carte), ein Bereich mit Spieleautomaten sowie zwei Schwimmbecken (ein Außenpool am Heck des Schiffes sowie ein Innenpool auf Deck 7). Sämtliche Passagierbereiche und Kabinen befanden sich auf den Decks 7 bis 9.
2011 beteiligte sich die Ioanian King im Rahmen des Arabischen Frühlings an der Evakuierung ausländischer Zivilisten aus Libyen aufgrund der dort herrschenden Unruhen. Nach einer kurzen Aufliegezeit war das Schiff ab Juli 2011 zwischen Brindisi, Korfu und Igoumenitsa im Einsatz, ehe es im September 2011 erneut aufgelegt wurde.
Im selben Monat wurde die nun für Step Shipping in Panama registrierte Fähre als Victory Step wieder nach Japan überführt und nach Ankunft dort im Oktober 2011 in Ocean Rose umbenannt. Zwischen Februar und November 2012 war das Schiff zwischen Nagasaki und Shanghai im Einsatz und lag anschließend im Hafen von Busan auf.
Im Februar 2013 wurde die Ocean Rose in Guangzhou zum Casinoschiff umgebaut und ab August 2013 in Charter von Somerset Asia von Grand Cruises als Ocean Grand für Kurzreisen zwischen Singapur und Malaysia eingesetzt. Im Juli 2014 wurde der Betrieb eingestellt und das Schiff abermals aufgelegt. Im April 2017 ging die Ocean Grand schließlich nach 26-jähriger Dienstzeit zum Abbruch ins indische Alang, wo sie am 9. Mai unter dem Überführungsnamen Ocean eintraf.